# Antarktischer Silberfisch
Der Antarktische Silberfisch (Pleuragramma antarcticum oder Pleuragramma antarctica) ist ein Vertreter der Familie der Antarktisdorsche (Nototheniidae) innerhalb der Barschartigen (Perciformes). Er erreicht eine Körperlänge von etwa 25 Zentimetern.
Die Tiere leben ausschließlich im Bereich der antarktischen Gewässer zwischen 60° und 78° südlicher Breite und bei Wassertemperaturen von etwa 2 bis −1,8 Grad Celsius. Dieser Fisch produziert, neben einigen anderen in dieser Region, sogenannte Frostschutz-Glycoproteine.
Besonders für die fischfressenden Tiere dieser Region, etwa die Pinguine und Robben, stellen die Antarktischen Silberfische eine wichtige Nahrungsquelle dar. Sie selbst ernähren sich von Ruderfußkrebsen und Krill.

## Referenz
1. ↑  A. P. Wöhrmann: Antifreeze glycopeptides of the high-Antarctic silverfish Pleuragramma antarcticum (Notothenioidei). In: Comparative biochemistry and physiology. Part C, Pharmacology, toxicology & endocrinology. 111. Jahrgang, Nr. 1, 1995, S. 121–129, PMID 7656179.